# Victor Lindelöf
Victor Jörgen Nilsson Lindelöf (Västerås, 17 de julho de 1994), mais conhecido como Victor Lindelöf ou simplesmente Lindelöf, é um futebolista sueco que atua como zagueiro ou lateral. Atualmente está sem clube.
Lindelöf começou sua carreira na Suécia em 2009 e vencera, em 2011, a Terceira Divisão nacional. Em 2013 foi vendido ao Benfica e suas demais transferências ajudaram a equipe a conseguir condições financeiras para não declarar falência.
Em Portugal, o sueco aprendeu o idioma local e acumulou todos os troféus nacionais possíveis em quatro épocas. No ano de 2015, com a Seleção Sub-21, chegou a se sagrar campeão da Eurocopa da Categoria acertando a última penalidade sueca. Em 2022, iria assumir o posto de capitão da Seleção Principal.
Em 2017, deixou o país para assinar com o Manchester United de José Mourinho. Por lá, atuou por 283 partidas e deixou a equipe em 2025 após não renovar com o time inglês. Em sua longa passagem, acumulou dois títulos de Copa entre 2023 e 2024, quebrando um jejum de títulos que durou seis temporadas.

## Carreira

### Västerås
Victor começou sua carreira no Västerås Sportklubb Fotboll em 2009. Na época, o zagueiro debutou quando o clube estava jogando a Terceira Divisão Sueca. Futuramente, em 2011, a equipe conseguiu chegar à Segunda Divisão, após o título do terceiro escalão vindo na época passada.
Nessa mesma temporada, o clube se saiu muito mal e foi rebaixado novamente. Lindelöf chegou a performar algumas partidas com a equipe naquele baixo escalão europeu, mas deixou o time em junho de 2012, quando trocou seu país natal para chegar em Portugal.
O clube continuou nas divisões inferiores, mas foi com as futuras vendas de Lindelöf  que o time da Escandinávia conseguia arrumar uma porcentagem relevante das negociações graças a um mecanismo de solidariedade da FIFA. Tais quantias faziam a equipe fazer um fluxo de caixa. Em 2017, quando Victor havia chegado à Inglaterra por um valor de 35 milhões de euros, o treinador do time sueco afirmou:
| “                                          | Não posso dizer qual o valor em causa, mas posso confirmar que nos dará uma excelente oportunidade de reconstruir o clube do zero. É muito bom para o Victor, mas obviamente também é fantástico para nós. Há uns anos estávamos praticamente mortos, por isso este dinheiro é uma enorme ajuda. | ” |
| — Michael Campese, manager do clube sueco. | |   |

### Benfica
Lindelöf assinou com o Benfica em dezembro de 2011, quando tinha 17 anos. Contudo, só chegou no clube no sétimo mês de 2012, quando atingiu a maior idade.
Inicialmente, o zagueiro não tinha espaço no time principal e fez três temporadas com o Benfica B, onde firmou-se totalmente na defesa titular (chegando a ser capitão do time em algum momento) após uma temporada de adaptação. O elenco tinha, nas laterais, Nélson Semedo e Renato Sanches também chegou a dividir o elenco com Victor na região média. Em sua última época no time B, o sueco pôde dividir sua posição na defesa central com Rúben Dias, seu futuro rival.

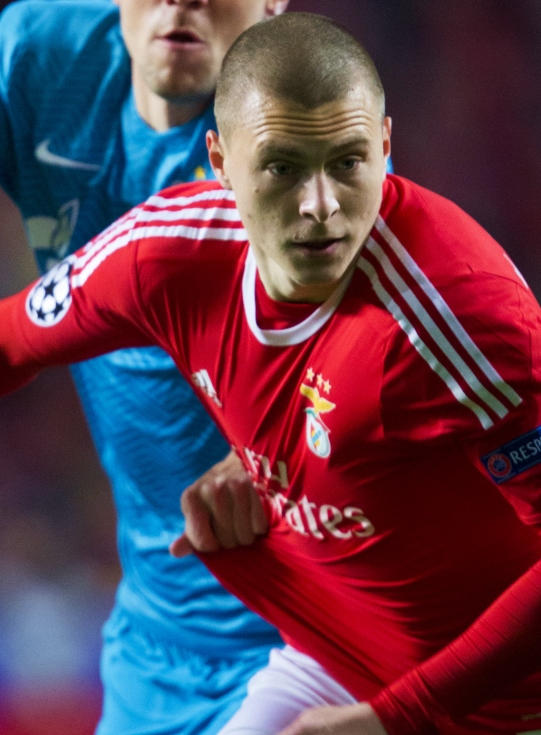
Lindelöf pelo Benfica.

Seu início no time português não foi fácil. O sueco revelou que uma ligação com seu irmão o ajudara a seguir em frente na equipe portuguesa:
| “                       | Não conseguia comunicar com os jogadores e sentia solidão. Mas falei com o meu irmão mais velho e ele disse que foi por aquilo que trabalhei toda a minha vida. Disse-me que as coisas iriam melhorar. | ” |
| — Victor ao Daily Mail. | |   |

Sua passagem por Portugal, no entanto, teve momentos melhores por conta de um grande zagueiro brasileiro. Luisão, que na época atuava como um dos pilares defensivos do Benfica, estava no clube e auxiliava muito os jogadores jovens dos Encarnados. Tanto apoio fez com que Lindelöf se inspirasse nele, além de ter dito que o sul-americano foi um dos atletas que ele mais aprendeu coisas para serem usadas dentro de campo:
| “                                     | Se tiver de escolher um colega, diria Luisão. Aprendi muito com ele quando estava no Benfica. Quando eu tinha 20 ou 21 anos, jogar com ele foi muito importante para mim. Foi muito importante para a minha carreira como defesa. | ” |
| — Victor sobre o zagueiro brasileiro. | |   |

Apesar de dividir suas atenções com o time B, Victor estreou nos Encarnados na Taça de Portugal de 2013–14. Na ocasião, Jorge Jesus colocou o sueco no meio de campo por 90 minutos no dia que o Benfica derrotou o CD Cinfães por 1 a 0 no dia 19 de outubro de 2013.
Lindelöf continuou a jogar essa competição ao longo de seus anos no Benfica. O time se saiu campeão na temporada que ele fez a sua estreia, mas só voltou a conquistar um título quando ele, agora firmado como zagueiro, pôde desempenhar seu maior número de jogos na Taça de Portugal (quatro). O sueco foi titular durante a maior parte dos jogos e ajudou o clube comandado por Rui Vitória a parar o ataque do Vitória de Guimarães. O time adversário contava com o brasileiro Raphinha que também viria a ser seu rival em anos de Inglaterra.
Seu sucesso na Taça da Liga, no entanto, foi muito menor. O jogador conseguiu vencer o título sem jogar a final em 2016, apesar de ter feito toda a campanha entre os titulares. Contudo, esteve presente na eliminação diante o Moreirense nas semifinais da época seguinte. Nessa partida, entrou no lugar de Lisandro López e não conseguiu impedir Emmanuel Boateng quando este arrancou para marcar o seu segundo tento da partida, após passe de Daniel Podence.
Seu bom desempenho na Taça de Portugal de 2015–16, fez com que o sueco tivesse a oportunidade de disputar a Supertaça Cândido de Oliveira de 2016. Na ocasião, o Benfica venceu o jogo por 3 a 0 diante o Braga. Em 90 minutos, Victor viu Franco Cervi, Pizzi e Jonas balançarem as redes do oponente.
A última competição que venceu títulos foi o Campeonato Português de Futebol. Ele conseguiu levantar o troféu dessa competição em três oportunidades (2013–14, 2015–16, 2016–17), sendo a de 2016–17 a temporada que ele mais fizera partidas (35). Nessa mesma época, fizera um gol diante o Sporting na 30ª rodada após uma cobrança de falta que venceu o guarda-redes Rui Patrício.

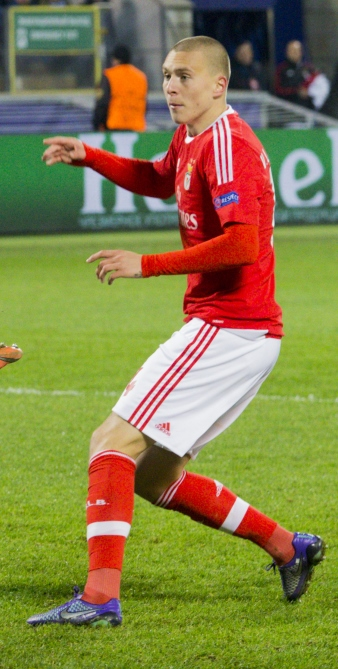
Victor na Liga dos Campeões.

Esse tento foi importantíssimo para o Benfica continuar mantendo suas chances de títulos. Uma derrota, o que vinha acontecendo até aquele momento, podia significar apenas a segunda posição na tabela. Porém, aquela belíssima cobrança fizera o time garantir um empate que foi o suficiente para que o clube permanecesse no topo e garantisse a Taça após o fim da competição.
Seu primeiro gol com a camisa do Benfica aconteceu na temporada anterior, também pela Primeira Liga. Na 23ª jornada, o zagueiro estufou as redes do Paços de Ferreira em uma vitória de 3 a 1, tendo esse tento sido o responsável por fechar o placar.
Foi no Benfica que o jogador estreou na Liga dos Campeões. No entanto, a temporada de ambos foi encurtada por um clube alemão. Seu debut foi contra o Zenit, nas oitavas de final da Liga dos Campeões de 2015–16, temporada essa que acabou nas quartas, quando o Bayern de Munique venceu o time pelo placar de 3 a 2 no agregado.
Na época seguinte, Victor jogou todos os jogos, mas viu Aubameyang e Pulisic levarem o Borussia Dortmund às quartas após um hat-trick do africano no jogo de volta. O clube vermelho tinha conseguido vencer a partida de ida no Estádio da Luz com gol de Konstantinos Mitroglou, mas a Parede Amarela fez valer a sua torcida no jogo de volta, eliminando o time de Rui Vitória.
Após cinco temporadas na equipe, onde aprendeu a falar português, bem como aprendeu a admirar o clube e seus adeptos, o jogador deixou a equipe para rumar à Manchester. Em sua despedida, o zagueiro falou:
| “                                                     | Cara Família Benfiquista, gostaria de agradecer-vos do fundo do coração pelos magníficos 5 anos que passei convosco. Vesti a camisola com muito orgulho e, espero, ter-vos transmitido em todos os jogos e em todos os dias o meu sentimento. Foi um enorme prazer poder jogar para vocês. Sem dúvida que estão num lugar muito especial no meu coração. A todos os que me ajudaram diariamente e a todos os que trabalham no Clube o meu enorme agradecimento. Obrigado SL Benfica! | ” |
| — Victor Lindelöf em sua despedida do time português. | |   |

### Manchester United

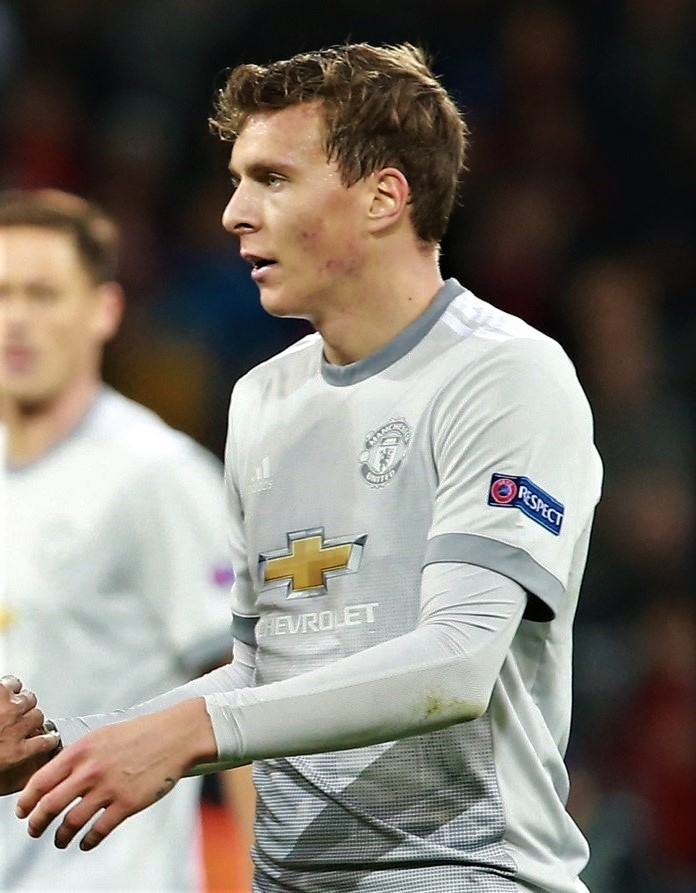
Victor em 2017.

Victor assinou com o Manchester United em 10 de junho de 2017. Na época, o time inglês pagou 35 milhões de euros para ter o zagueiro no elenco.
O sueco estreou na final da Supercopa da UEFA de 2017, onde atuou por 90 minutos e viu Casemiro e Isco balançarem as redes na vitória do Real Madrid por 2 a 1.
O zagueiro alternava entre muitos jogos em todas as suas temporadas dentro do clube. No seu debut, ele tivera de estar em um esquema que variava entre dois e três zagueiros. Ao seu lado, por opção do treinador José Mourinho, normalmente estavam Smalling, Phil Jones, Rojo e, em menor escala, Eric Bailly. A defesa era algo que normalmente mudava sob o comando do treinador português, tendo ele feito mais de dez mudanças no time titular ao longo de sua passagem naquela época.
Ele continuava suas temporadas e normalmente era um dos jogadores de defesa que mais realizava partidas, tendo como principal temporada a Premier League de 2019–20, quando realizou 35 jogos, a maior de sua carreira no time inglês. Apesar disso, o sueco nunca foi unanimidade, pois com muita frequência via a equipe de Manchester arriscar novas contratações para o miolo da defesa, mas nenhuma chegou a ameaçar tanto sua participação entre os 11 titulares até a chegada de Raphaël Varane e Lisandro Martínez.
Após a chegada da dupla, que viera para ocupar o lugar de Lindelöf e Harry Maguire, o sueco passou a figurar menos tempo no time titular de Erik ten Hag, chegando a uma marca de menos de 21 jogos em cada temporada de Premier League (entre 2022–23 e 2023–24).
Pelo United, Victor teve a chance de disputar a final da Copa da Inglaterra três vezes. Contra o Chelsea, em 2018, Lindelöf não entrou em campo por opção do treinador, mas chegou a entrar em campo nas próximas duas vezes diante o Manchester City. Após derrota em 2023, Victor foi um suplente utilizado na decisão de 2024. Na ocasião, o sueco sagrou-se campeão após a equipe vermelha conseguir um placar de 2 a 1.
Na Copa da Liga Inglesa, Victor chegou à semifinal três vezes, tendo participado de todos os jogos, mas só conseguiu chegar na final em 2023. Porém, Ainda que tivesse ficado de fora de apenas duas partidas até aquele momento, ten Hag tratou de colocar Varane e Martínez para defenderem os Red Devils. Ao fim da partida, o Newcastle United foi derrotado e o zagueiro pôde comemorar seu primeiro troféu desde que saiu de Portugal.

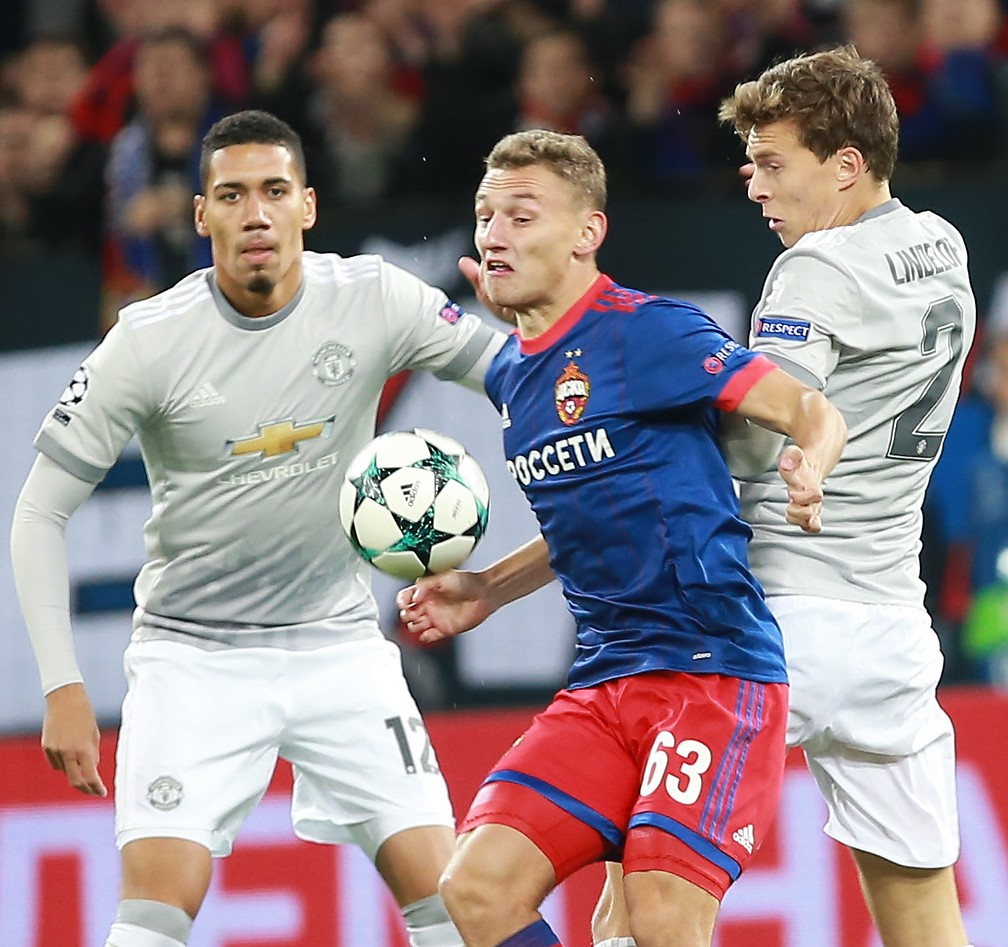
Smalling e Victor em uma partida de Liga dos Campeões.

Pela Liga Europa da UEFA, o sueco teve duas chances de conseguir um título. Em 2020, a equipe inglesa foi impedida de chegar à final pelo Sevilla, que derrotou a equipe de Old Trafford em 2 a 1. Um ano depois, foi a vez de outro time da Espanha impedir o sucesso da equipe, dessa vez em uma disputa por pênaltis. O zagueiro chegou a acertar uma cobrança, mas David de Gea isolou o seu chute e o Villarreal conquistou seu primeiro troféu Continental da história.
A passagem de Lindelöf na Liga dos Campeões da UEFA não foi muito positiva. A equipe inglesa conseguiu passar da Fase de Grupos três vezes em cinco oportunidades que o sueco esteve no esquadrão, mas só alcançou, no máximo, as quartas de final em 2019. Na partida, o Barcelona eliminou o time após um placar de 4 a 0 no agregado.
Durante a temporada 2019–20, Victor fazia sua melhor época com o time inglês. Além de seus 35 jogos na Premier League, ele também era figura ativa em outras competições, tendo ajudado a equipe a chegar nas semifinais da Copa da Liga, onde perderam para o Chelsea, e também nas meias-finais diante o Manchester City. Apesar de ter feito menos jogos, o sueco também esteve no plantel que chegou muito próximo de garantir uma presença na final da Liga Europa, mas o Sevilla os impedira. No Campeonato Inglês, Lindelöf pôde ver seu time chegar na terceira posição, chegando até a marcar um gol naquela edição diante o Aston Villa, em um empate por 2 a 2 na 14ª rodada.

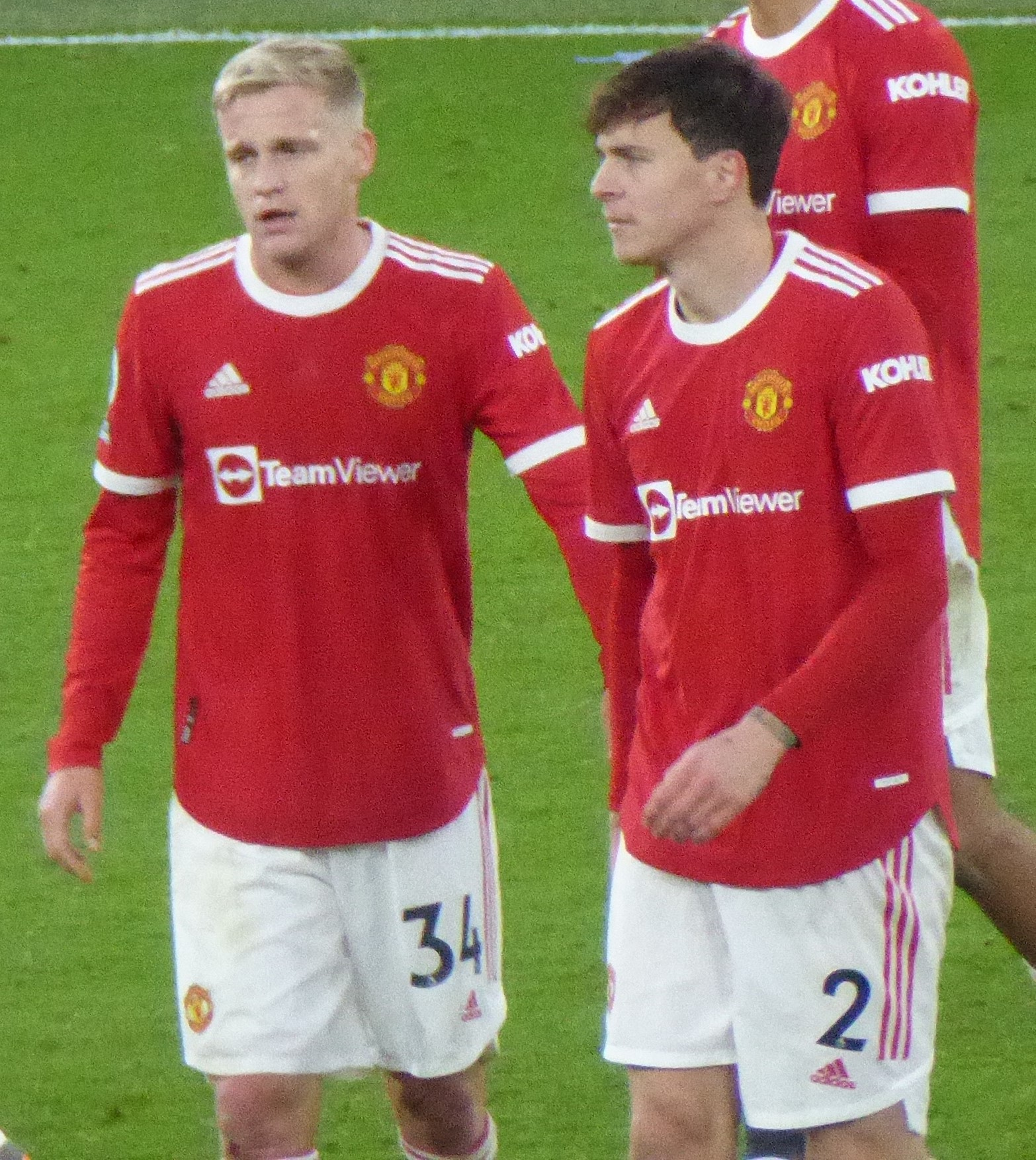
Lindelöf e Donny van de Beek no United.

Pouco antes de realizar uma temporada tão consistente, o zagueiro quase deixou o time para assinar com o Barcelona. O clube Catalão tentou a contratação do defensor, mas Ole Gunnar Solskjær, o técnico do Manchester United naquela época, queria muito que Victor permanecesse na equipe. Por isso, em setembro de 2019, Lindelöf  renovou com os Red Devils até junho de 2024. Futuramente, Ole deixou o time e o sueco passou  performar de maneira menos consistente até o momento que seria o fim de seu contrato.
Contudo, em um movimento pouco esperado, o sueco renovou seu contratou antes do fim. Em janeiro de 2024, ten Hag e a diretoria optaram por renovar com o zagueiro por mais uma temporada. Naquela ocasião, o defensor tinha algumas oportunidades, pois muitos jogadores de defesa se lesionaram ao longo da época. Mas antes mesmo das competições acabarem, foi a vez do sueco se lesionar e perder a temporada inteira a partir de abril.
Seus jogos pouco consistentes e seu valor de mercado moderadamente alto fizeram com que os Red Devils, mesmo tendo renovado com o jogador, pensassem em vendê-lo assim que abrisse a próxima janela de transferências no verão de 2024. O time passava por uma forte reformulação e o sueco era um dos homens dentro dessa "barca" de jogadores negociáveis.

#### 2024–25
O atleta renovou seu contrato e permaneceu na equipe. Então, Victor passou por um período muito conturbado na equipe. Ten Hag foi demitido e o jogador tivera de ver, sem suma no banco de reservas, Ruud van Nistelrooy (interinamente) e Ruben Amorim assumirem o posto de treinadores do clube. Mesmo com tais trocas o sueco tivera pouco espaço com todos, porém chegou a atuar em mais partidas essencialmente com o lusitano que optou por uma formação de três zagueiros.
Lindelöf aproveitou-se das lesões dos três principais nomes do miolo de zaga (Leny Yoro, Matthijs de Ligt e Lisandro Martínez) para performar em algumas partidas, porém também chegou a se lesionar e até foi preterido por Luke Shaw, outrora lateral esquerdo, para essa posição assim que ambos se recuperaram de problemas físicos.
Ausente dos momentos mais conturbados, Victor viu o time ter um baixo desempenho na Liga e amargar a 15ª colocação e outras rápidas eliminações nas Copas. Lindelöf chegou a disputar jogos da Liga Europa da UEFA de 2024–25, tendo como despedida o jogo de volta da semifinal diante o Athletic Club. No jogo seguinte, na decisão, Amorim optou por não colocá-lo no time titular, ainda que de Ligt não tivesse condições de jogo, e deixou que Shaw formasse o trio defensivo com Yoro e Harry Maguire. Ao apito final, Brennan Johnson marcou o único gol do jogo com a bola resvalando em Luke antes de estufar as redes de André Onana e garantir o primeiro troféu do Tottenham Hotspur em 17 anos.
Ao fim da 38ª rodada, Lindelöf despediu-se do estádio juntamente do ídolo Jonny Evans e do dinamarquês Christian Eriksen. Ambos receberam palmas da torcida no Old Trafford e ganharam homenagens da equipe inglesa na sua despedida. O sueco deixou Manchester após 283 partidas e quatro gols.

## Seleção

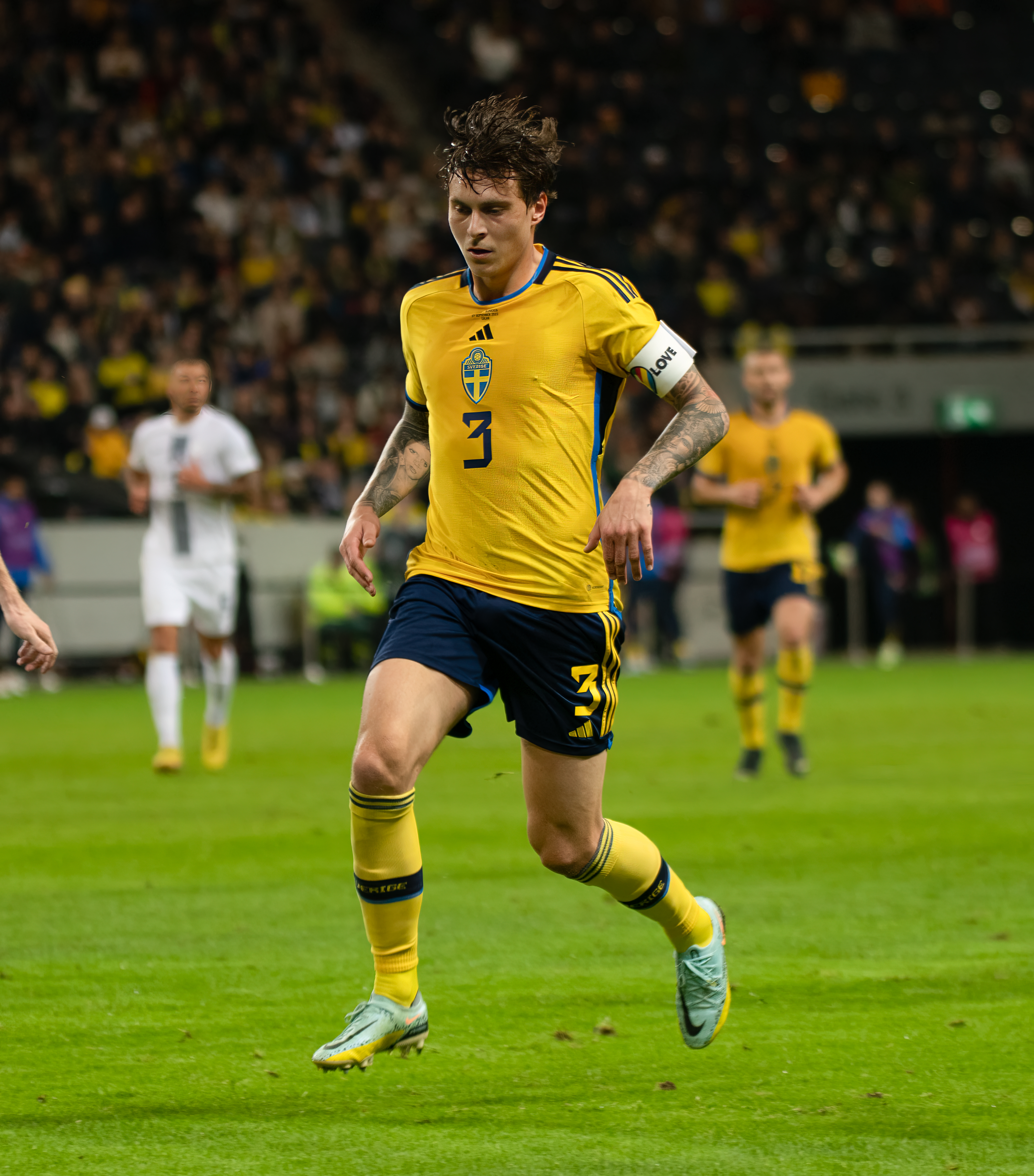
Victor como capitão da Suécia.

Atuou na seleção sueca sub-21 em 2014. Um ano depois, conseguiu vencer o Campeonato Europeu de Futebol Sub-21 de 2015. Na competição, A Suécia chegou até a decisão contra Portugal e conseguiu vencer a equipe nas penalidades. Victor chegou a acertar a última cobrança da equipe e vislumbrou os suecos conquistarem o troféu.
Além do título coletivo, Lindelöf figurou na Equipe Ideal do Torneio juntamente com o lateral sueco Ludwig Augustinsson. Eles foram os únicos atletas da Suécia que figuraram na lista de Melhores da Euro.
Ele fez parte do elenco da Seleção Sueca de Futebol do Campeonato Europeu de Futebol de 2016 e também figurou entre os convocados suecos para Copa do Mundo FIFA de 2018. Na ocasião, o zagueiro só não jogou o primeiro jogo e viu a Suécia avançar até ser eliminada nas quartas de final para Inglaterra.
Em 2021, após a aposentadoria de Sebastian Larsson da Seleção Sueca (após uma campanha irregular na Euro de 2020), foi a vez de Lindelöf assumir a braçadeira de capitão de seu país.
Como líder, Victor não pôde ajudar a Suécia a se classificar para Copa do Mundo de 2022, pois seu país foi eliminado nos play-offs para Polônia. Futuramente, o zagueiro também não conseguiu ajudar na classificação de seu país para disputar a Euro de 2024, já que não conseguiram pontuação o suficiente no Grupo F.

## Vida Pessoal
Em 2020, enquanto revisitava Västerås, sua cidade natal na Suécia, o jogador vislumbrou um assalto a uma senhora de 90 anos. Motivado para pegar o bandido, o zagueiro correu atrás dele e derrubou o criminoso, recuperando assim o item furtado da idosa momento antes.
O zagueiro sabe falar três idiomas: sueco, inglês e português. Este último idioma foi utilizado pelo defensor em algumas oportunidades em sua carreira, mesmo após sua saída do Benfica. Quando foi treinado por José Mourinho no Manchester United, o jogador afirmou que conversaria com o treinador no idioma nativo do mais velho "para não se esquecer". Dentro de campo, Lindelöf discutiu, em oportunidades diferentes, com Bruno Fernandes (seu colega de United) e Diogo Jota (quando este jogava pelo Wolves). Nas duas ocasiões, Victor rebateu os portugueses com xingamentos ditos no idioma deles.

## Títulos
Västerås SK
- Division 1 Norra: 2010

Benfica
- Campeonato Português: 2013–14, 2015–16, 2016–17
- Taça de Portugal: 2013–14, 2016–17
- Taça da Liga: 2015–16
- Supertaça Cândido de Oliveira: 2016

Manchester United
- Copa da Liga Inglesa: 2022–23
- Copa da Inglaterra: 2023–24

Suécia
- Campeonato Europeu Sub-21: 2015

### Prêmios individuais
- Equipe do torneio do Campeonato Europeu Sub-21 de 2015[73]
- Seleção das revelações da UEFA Champions League em 2016[74]